# Großer Preis von Bahrain 2024
Der Große Preis von Bahrain 2024 (offiziell Formula 1 Gulf Air Bahrain Grand Prix 2024) fand am 2. März auf dem Bahrain International Circuit in as-Sachir statt und war das erste Rennen der Formel-1-Weltmeisterschaft 2024.

## Bericht

### Hintergründe
Mit 24 Rennen sollte diese Saison die umfangreichste der Geschichte der Formel 1 werden. Dabei stellte der Große Preis von Bahrain zum vierten Mal in Folge den Saisonauftakt dar.
Anders als üblich fand dieser Grand Prix und das Rennen danach in Saudi-Arabien bereits am Samstag statt und nicht am Sonntag. Durch die Verschiebung wurde auch das Training und das Qualifying nach vorne gezogen und bereits am Donnerstag bzw. am Freitag ausgetragen. Somit fand erstmals seit dem Großen Preis von Südafrika 1985 ein Rennen wieder samstags statt.
Sauber trennte sich nach sechs Saisons von Titelsponsor Alfa Romeo, das Team trat nun unter der Meldebezeichnung Stake F1 Team Kick Sauber an. Zudem ging die Scuderia AlphaTauri nach vier Saisons in dieser Identität in dieser Saison als Visa Cash App RB Formula One Team an den Start.
Beim Großen Preis von Bahrain stellte Pirelli den Teams mit den Reifenmischungen C1 (weiß), C2 (gelb) und C3 (rot) die drei härtesten Mischungen ihres Sortimentes zur Verfügung.
Als amtierender Weltmeister ging Max Verstappen in die Saison. Da es in der Winterpause zu keinem Fahrerwechsel kam, wurde die Saison zum ersten Mal in der Geschichte der Formel-1- bzw. der Automobil-Weltmeisterschaft mit denselben Fahrern für dasselbe Team eröffnet, so wie sie beim letzten Rennen 2023 geendet hatte.
Logan Sargeant (sechs), Sergio Pérez, Lance Stroll (jeweils fünf), Lewis Hamilton, George Russell (jeweils vier), Yuki Tsunoda, Nico Hülkenberg (jeweils drei), Verstappen, Carlos Sainz jr., Valtteri Bottas und Zhou Guanyu (jeweils zwei) gingen mit Strafpunkten ins Rennwochenende.
Mit Hamilton (fünfmal), Fernando Alonso (dreimal), Verstappen und Charles Leclerc (jeweils einmal) traten vier ehemalige Sieger zu diesem Grand Prix an.
Als Rennkommissare für dieses Rennwochenende fungierten Nish Shetty (SGP), Loïc Bacquelaine (BEL), Derek Warwick (GBR) und Mazen Al Hilli (BHR).

### Training
Die erste Trainingsbestzeit der Saison am Donnerstag ging mit einer Zeit von 1:32,869 Minuten an Daniel Ricciardo im RB, gefolgt von den beiden McLaren-Piloten Lando Norris und Oscar Piastri.
Im zweiten freien Training setzten sich die beiden Mercedes-Piloten an die Spitze des Feldes. Hamilton fuhr in 1:30,374 Minuten die schnellste Runde vor Russell. Dritter wurde Alonso im Aston Martin.
Im dritten und letzten freien Training setzte sich Sainz jr. im Ferrari an die Spitze des Feldes mit einer Zeit von 1:30,824 Minuten, gefolgt von Alonso und Verstappen im Red Bull Racing.

### Qualifying
Das Qualifying fand am Freitag um 19:00 (UTC+3) Lokalzeit statt. Es bestand aus drei Teilen mit einer Nettolaufzeit von 45 Minuten. Im ersten Qualifying-Segment (Q1) hatten die Fahrer 18 Minuten Zeit, um sich für das Rennen zu qualifizieren. Alle Fahrer, die im ersten Abschnitt eine Zeit erzielten, die maximal 107 Prozent der schnellsten Rundenzeit betrug, qualifizierten sich für den Grand Prix. Die besten 15 Fahrer erreichten den nächsten Qualifikationsabschnitt. Sainz jr. war Schnellster. Beide Kick Sauber-, Sargeant und beide Alpine-Fahrer schieden aus.
Der zweite Abschnitt (Q2) dauerte 15 Minuten. Die schnellsten zehn Piloten qualifizierten sich für den dritten Teil des Qualifyings. Leclerc war Schnellster. Beide RB-Fahrer, Stroll, Albon und Magnussen schieden aus.
Der letzte Abschnitt (Q3) ging über eine Zeit von zwölf Minuten, in denen die ersten zehn Startpositionen vergeben wurden. Verstappen fuhr mit einer Rundenzeit von 1:29,179 Minuten die Bestzeit vor Pérez und Leclerc. Es war die 33. Pole-Position für Verstappen in der Formel-1-Weltmeisterschaft. Er zog hiermit mit Jim Clark und Alain Prost gleich.

### Rennen
Alle Fahrer starteten das Rennen auf weichen Reifen. Verstappen behielt die Führung, ihm folgten Leclerc, Russell, Pérez und Sainz jr. In der dritten Runde gab Leclerc die Position an Russell ab, während Norris den sechsten Platz von Alonso übernahm. Nach ein paar weiteren Runden überholte auch der andere McLaren-Fahrer, Piastri, den Spanier. Auch Leclerc hatte Probleme, so sehr, dass er bereits in der siebten Runde von Pérez überholt wurde. Drei Runden später rückte Hamilton auf den achten Platz vor und überholte Alonso.
In der elften Runde setzte sich Sainz jr. gegen seinen Teamkollegen Leclerc durch, während ab der folgenden Runde mit dem Reifenwechsel begonnen wurde. Russell und Leclerc wechselten auf harten Reifen. In Runde 14 übernahm Pérez, der wie Piastri und Hamilton ebenfalls auf harte Reifen wechselte, die Position von Russell. In Runde 15 stoppte Sainz jr., während Alonso bis zur folgende Runde wartete. Nach den Stopps war Leclerc erneut vor Sainz jr., der seinen Teamkollegen jedoch sofort wieder überholen konnte. Der Spanier von Ferrari setzte sich anschließend auch gegen Russell durch. Verstappen wechselte in der 18. Runde die Reifen. Der Red Bull Racing-Fahrer führte das Rennen nach den ersten Boxenstopps mit 5,6 Sekunden auf Pérez, 8,6 Sekunden auf Sainz jr., 10,2 Sekunden auf Russell und 11,8 Sekunden auf Leclerc an.
Russell war der erste der führenden Fahrer, der in der 33. Runde den zweiten Stopp einlegte. Der Brite von Mercedes, der hinter Alonso auf die Strecke zurückkehrte, überholte ihn anschließend problemlos. Nach seinem Stopp kehrte Pérez knapp vor Sainz jr. auf die Strecke zurück, der es jedoch nicht schaffte, den Abstand zum Mexikaner zu verkürzen. Leclerc fuhr in der 36. Runde die schnellste Runde des Rennens bis dahin. Verstappen wartete mit dem Reifenwechsel auf die 38. Runde und entschied sich für weiche Reifen, welche auch sein Teamkollege Pérez bekam. In der folgenden Runde nahm der Niederländer Leclerc mit einem Vorsprung von fast anderthalb Sekunden die schnellste Runde ab. Der Letzte, der wechselte, war Alonso, der jedoch aufgrund zu langer Wartezeit und einem Reifenschaden aus der Punktezone ausschied. Leclerc nutzte unterdessen einen Fehler von Russell und rückte auf den vierten Platz vor.
Verstappen gewann schlussendlich den 55. Grand Prix seiner Karriere. Für den dreifachen Weltmeister war es der zweite Erfolg beim Großen Preis von Bahrain nach der vorherigen Auflage. Für Red Bull Racing war es der vierte Sieg bei dieser Veranstaltung, der Zweite in Folge und der 114. Sieg in der Teamgeschichte. Sie stellten damit die Erfolge von Williams ein und lagen nun gleichauf auf dem vierten Platz. Für Pérez war der zweite Platz das beste Ergebnis seit dem Großen Preis von Italien 2023. Der dritte Platz von Sainz jr. war erst der vierte Podiumsplatz seit Beginn der vorherigen Meisterschaft. Leclerc, Vierter, holte zwölf Punkte, nachdem er in den ersten drei Rennen des Jahres 2023 zusammen nur sechs geholt hatte. Mit Russell auf dem fünften und Hamilton auf dem siebten Platz erzielt Mercedes das gleiche Ergebnis wie bei der vorherigen Ausgabe, jedoch mit umgekehrten Positionen. Für Hamilton war es das schlechteste Ergebnis beim Großen Preis von Bahrain seit Beginn der Turbo-Hybrid-Ära, in der Saison 2014. McLaren holte mit Norris auf Platz sechs und Piastri auf Platz acht erstmals seit 2021 wieder Punkte im Auftaktrennen. Alonso wurde Neunter, nachdem er in den ersten drei Rennen des Jahres 2023 jeweils auf dem Podium stand. Mit Strolls zehnter Position punktete Aston Martin in diesem Rennen zum zweiten Mal in Folge mit beiden Autos.
Für Verstappen, der zum 99. Mal auf dem Podium stand und zum 18. Mal in den letzten 19 Rennen siegte, war es der fünfte Grand Slam (Pole-Position, schnellste Runde, Sieg und alle Runden in Führung). Verstappen war zudem der erste Fahrer seit Michael Schumacher beim Großen Preis von Australien 2004, dem ein Grand Slam im Eröffnungsrennen gelang.
Zum ersten Mal in der Geschichte gab es beim Eröffnungsrennen keine Ausfälle.
In der Fahrerwertung entsprach das Rennergebnis dem WM-Stand. In der Konstrukteurswertung übernahm Red Bull die Führung vor Ferrari und Mercedes.

## Meldeliste
| Team                          | Nr. | Fahrer           | Chassis                           | Motor      | Reifen |
| ----------------------------- | --- | ---------------- | --------------------------------- | ---------- | ------ |
| Oracle Red Bull Racing        | 01  | Max Verstappen   | Red Bull Racing RB20              | Honda RBPT | P      |
| Oracle Red Bull Racing        | 11  | Sergio Pérez     | Red Bull Racing RB20              | Honda RBPT | P      |
| Mercedes-AMG Petronas F1 Team | 63  | George Russell   | Mercedes-AMG F1 W15 E Performance | Mercedes   | P      |
| Mercedes-AMG Petronas F1 Team | 44  | Lewis Hamilton   | Mercedes-AMG F1 W15 E Performance | Mercedes   | P      |
| Scuderia Ferrari              | 16  | Charles Leclerc  | Ferrari SF-24                     | Ferrari    | P      |
| Scuderia Ferrari              | 55  | Carlos Sainz jr. | Ferrari SF-24                     | Ferrari    | P      |
| McLaren F1 Team               | 81  | Oscar Piastri    | McLaren MCL38                     | Mercedes   | P      |
| McLaren F1 Team               | 04  | Lando Norris     | McLaren MCL38                     | Mercedes   | P      |
| Aston Martin Aramco F1 Team   | 18  | Lance Stroll     | Aston Martin AMR24                | Mercedes   | P      |
| Aston Martin Aramco F1 Team   | 14  | Fernando Alonso  | Aston Martin AMR24                | Mercedes   | P      |
| BWT Alpine F1 Team            | 31  | Esteban Ocon     | Alpine A524                       | Renault    | P      |
| BWT Alpine F1 Team            | 10  | Pierre Gasly     | Alpine A524                       | Renault    | P      |
| Williams Racing               | 23  | Alexander Albon  | Williams FW46                     | Mercedes   | P      |
| Williams Racing               | 02  | Logan Sargeant   | Williams FW46                     | Mercedes   | P      |
| Visa Cash App RB F1 Team      | 03  | Daniel Ricciardo | RB VCARB 01                       | Honda RBPT | P      |
| Visa Cash App RB F1 Team      | 22  | Yuki Tsunoda     | RB VCARB 01                       | Honda RBPT | P      |
| Stake F1 Team Kick Sauber     | 77  | Valtteri Bottas  | KICK Sauber C44                   | Ferrari    | P      |
| Stake F1 Team Kick Sauber     | 24  | Zhou Guanyu      | KICK Sauber C44                   | Ferrari    | P      |
| MoneyGram Haas F1 Team        | 20  | Kevin Magnussen  | Haas VF-24                        | Ferrari    | P      |
| MoneyGram Haas F1 Team        | 27  | Nico Hülkenberg  | Haas VF-24                        | Ferrari    | P      |

## Klassifikationen

### Qualifying
| Pos.                                                                      | Fahrer           | Konstrukteur                 | Q1       | Q2       | Q3       | Start |
| ------------------------------------------------------------------------- | ---------------- | ---------------------------- | -------- | -------- | -------- | ----- |
| 01                                                                        | Max Verstappen   | Red Bull Racing-Honda RBPT   | 1:30,031 | 1:29,374 | 1:29,179 | 01    |
| 02                                                                        | Charles Leclerc  | Ferrari                      | 1:30,243 | 1:29,165 | 1:29,407 | 02    |
| 03                                                                        | George Russell   | Mercedes                     | 1:30,350 | 1:29,922 | 1:29,485 | 03    |
| 04                                                                        | Carlos Sainz jr. | Ferrari                      | 1:29,909 | 1:29,573 | 1:29,507 | 04    |
| 05                                                                        | Sergio Pérez     | Red Bull Racing-Honda RBPT   | 1:30,221 | 1:29,932 | 1:29,537 | 05    |
| 06                                                                        | Fernando Alonso  | Aston Martin Aramco-Mercedes | 1:30,179 | 1:29,801 | 1:29,542 | 06    |
| 07                                                                        | Lando Norris     | McLaren-Mercedes             | 1:30,143 | 1:29,941 | 1:29,614 | 07    |
| 08                                                                        | Oscar Piastri    | McLaren-Mercedes             | 1:30,531 | 1:30,122 | 1:29,683 | 08    |
| 09                                                                        | Lewis Hamilton   | Mercedes                     | 1:30,451 | 1:29,718 | 1:29,710 | 09    |
| 10                                                                        | Nico Hülkenberg  | Haas-Ferrari                 | 1:30,566 | 1:29,851 | 1:30,502 | 10    |
| 11                                                                        | Yuki Tsunoda     | RB-Honda RBPT                | 1:30,481 | 1:30,129 | –        | 11    |
| 12                                                                        | Lance Stroll     | Aston Martin Aramco-Mercedes | 1:29,965 | 1:30,200 | –        | 12    |
| 13                                                                        | Alexander Albon  | Williams-Mercedes            | 1:30,397 | 1:30,221 | –        | 13    |
| 14                                                                        | Daniel Ricciardo | RB-Honda RBPT                | 1:30,562 | 1:30,278 | –        | 14    |
| 15                                                                        | Kevin Magnussen  | Haas-Ferrari                 | 1:30,646 | 1:30,529 | –        | 15    |
| 16                                                                        | Valtteri Bottas  | Kick Sauber-Ferrari          | 1:30,756 | –        | –        | 16    |
| 17                                                                        | Zhou Guanyu      | Kick Sauber-Ferrari          | 1:30,757 | –        | –        | 17    |
| 18                                                                        | Logan Sargeant   | Williams-Mercedes            | 1:30,770 | –        | –        | 18    |
| 19                                                                        | Esteban Ocon     | Alpine-Renault               | 1:30,793 | –        | –        | 19    |
| 20                                                                        | Pierre Gasly     | Alpine-Renault               | 1:30,948 | –        | –        | 20    |
| 107-Prozent-Zeit: 1:36,203 min (bezogen auf Q1-Bestzeit von 1:29,909 min) |                  |                              |          |          |          |       |

### Rennen
| Pos.                                                                | Fahrer           | Konstrukteur                 | Runden | Stopps | Zeit        | Start | Schnellste Runde |
| ------------------------------------------------------------------- | ---------------- | ---------------------------- | ------ | ------ | ----------- | ----- | ---------------- |
| 01                                                                  | Max Verstappen   | Red Bull Racing-Honda RBPT   | 57     | 2      | 1:31:44,742 | 01    | 1:32,608 (39.)   |
| 02                                                                  | Sergio Pérez     | Red Bull Racing-Honda RBPT   | 57     | 2      | + 22,457    | 05    | 1:34,364 (40.)   |
| 03                                                                  | Carlos Sainz jr. | Ferrari                      | 57     | 2      | + 25,110    | 04    | 1:34,507 (44.)   |
| 04                                                                  | Charles Leclerc  | Ferrari                      | 57     | 2      | + 39,669    | 02    | 1:34,090 (36.)   |
| 05                                                                  | George Russell   | Mercedes                     | 57     | 2      | + 46,788    | 03    | 1:35,065 (40.)   |
| 06                                                                  | Lando Norris     | McLaren-Mercedes             | 57     | 2      | + 48,458    | 07    | 1:34,476 (35.)   |
| 07                                                                  | Lewis Hamilton   | Mercedes                     | 57     | 2      | + 50,324    | 09    | 1:34,722 (39.)   |
| 08                                                                  | Oscar Piastri    | McLaren-Mercedes             | 57     | 2      | + 56,082    | 08    | 1:34,983 (39.)   |
| 09                                                                  | Fernando Alonso  | Aston Martin Aramco-Mercedes | 57     | 2      | + 1:14,887  | 06    | 1:34,199 (48.)   |
| 10                                                                  | Lance Stroll     | Aston Martin Aramco-Mercedes | 57     | 2      | + 1:33,216  | 12    | 1:35,632 (30.)   |
| 11                                                                  | Zhou Guanyu      | Kick Sauber-Ferrari          | 56     | 2      | + 1 Runde   | 17    | 1:35,468 (30.)   |
| 12                                                                  | Kevin Magnussen  | Haas-Ferrari                 | 56     | 2      | + 1 Runde   | 15    | 1:35,570 (34.)   |
| 13                                                                  | Daniel Ricciardo | RB-Honda RBPT                | 56     | 2      | + 1 Runde   | 14    | 1:35,163 (37.)   |
| 14                                                                  | Yuki Tsunoda     | RB-Honda RBPT                | 56     | 2      | + 1 Runde   | 11    | 1:35,833 (37.)   |
| 15                                                                  | Alexander Albon  | Williams-Mercedes            | 56     | 2      | + 1 Runde   | 13    | 1:35,723 (40.)   |
| 16                                                                  | Nico Hülkenberg  | Haas-Ferrari                 | 56     | 3      | + 1 Runde   | 10    | 1:34,834 (46.)   |
| 17                                                                  | Esteban Ocon     | Alpine-Renault               | 56     | 2      | + 1 Runde   | 19    | 1:36,226 (34.)   |
| 18                                                                  | Pierre Gasly     | Alpine-Renault               | 56     | 3      | + 1 Runde   | 20    | 1:34,805 (45.)   |
| 19                                                                  | Valtteri Bottas  | Kick Sauber-Ferrari          | 56     | 2      | + 1 Runde   | 16    | 1:36,202 (33.)   |
| 20                                                                  | Logan Sargeant   | Williams-Mercedes            | 55     | 3      | + 2 Runden  | 18    | 1:34,735 (42.)   |
| Fahrer des Tages: Carlos Sainz jr. (31,4 % der abgegebenen Stimmen) |                  |                              |        |        |             |       |                  |

## WM-Stände nach dem Rennen
Die ersten zehn des Rennens bekamen 25, 18, 15, 12, 10, 8, 6, 4, 2 bzw. 1 Punkt(e). Zusätzlich wurde ein Punkt für die schnellste Rennrunde vergeben, wenn der betreffende Fahrer unter den ersten Zehn ins Ziel kam.

### Fahrerwertung
| Pos. | Fahrer           | Konstrukteur                 | Punkte |
| ---- | ---------------- | ---------------------------- | ------ |
| 01   | Max Verstappen   | Red Bull Racing-Honda RBPT   | 26     |
| 02   | Sergio Pérez     | Red Bull Racing-Honda RBPT   | 18     |
| 03   | Carlos Sainz jr. | Ferrari                      | 15     |
| 04   | Charles Leclerc  | Ferrari                      | 12     |
| 05   | George Russell   | Mercedes                     | 10     |
| 06   | Lando Norris     | McLaren-Mercedes             | 8      |
| 07   | Lewis Hamilton   | Mercedes                     | 6      |
| 08   | Oscar Piastri    | McLaren-Mercedes             | 4      |
| 09   | Fernando Alonso  | Aston Martin Aramco-Mercedes | 2      |
| 10   | Lance Stroll     | Aston Martin Aramco-Mercedes | 1      |

| Pos. | Fahrer           | Konstrukteur        | Punkte |
| ---- | ---------------- | ------------------- | ------ |
| 11   | Zhou Guanyu      | Kick Sauber-Ferrari | 0      |
| 12   | Kevin Magnussen  | Haas-Ferrari        | 0      |
| 13   | Daniel Ricciardo | RB-Honda RBPT       | 0      |
| 14   | Yuki Tsunoda     | RB-Honda RBPT       | 0      |
| 15   | Alexander Albon  | Williams-Mercedes   | 0      |
| 16   | Nico Hülkenberg  | Haas-Ferrari        | 0      |
| 17   | Esteban Ocon     | Alpine-Renault      | 0      |
| 18   | Pierre Gasly     | Alpine-Renault      | 0      |
| 19   | Valtteri Bottas  | Kick Sauber-Ferrari | 0      |
| 20   | Logan Sargeant   | Williams-Mercedes   | 0      |

### Konstrukteurswertung
| Pos. | Konstrukteur                 | Punkte |
| ---- | ---------------------------- | ------ |
| 01   | Red Bull Racing-Honda RBPT   | 44     |
| 02   | Ferrari                      | 27     |
| 03   | Mercedes                     | 16     |
| 04   | McLaren-Mercedes             | 12     |
| 05   | Aston Martin Aramco-Mercedes | 3      |

| Pos. | Konstrukteur        | Punkte |
| ---- | ------------------- | ------ |
| 06   | Kick Sauber-Ferrari | 0      |
| 07   | Haas-Ferrari        | 0      |
| 08   | RB-Honda RBPT       | 0      |
| 09   | Williams-Mercedes   | 0      |
| 10   | Alpine-Renault      | 0      |